# Чабан (професія)

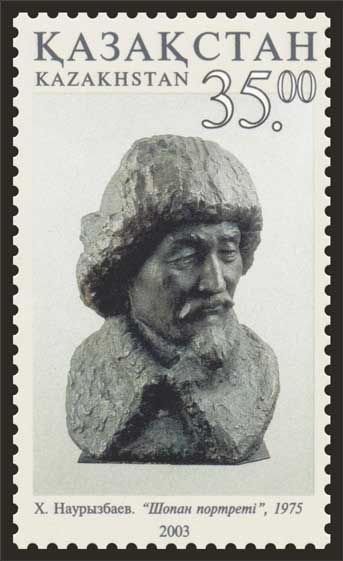
Поштова марка Казахстану. «Портрет чабана», 2003 рік.

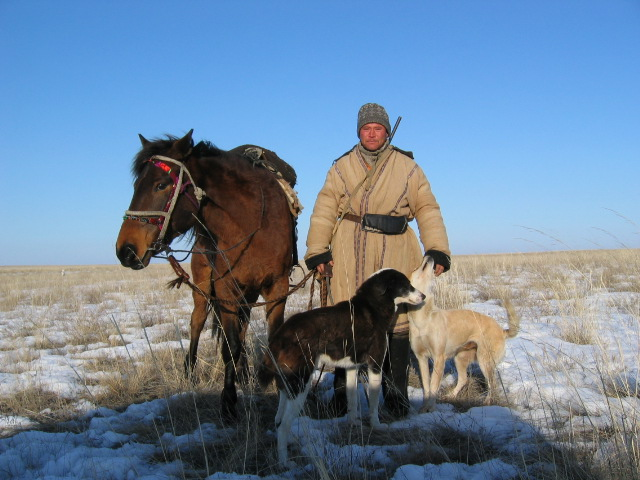
Чабан в Західному Казахстані з казахськими тобетами.

Чаба́н  — назва пастуха овець та іншої худоби в Росії (на Півдні, у Татарстані, Башкирії, Бурятії, Удмуртської Республіці і так далі), Казахстані, Азербайджані, Туреччині, Румунії, Молдови і частини України, а також у народів Кавказу і Середньої Азії.

## Історія
В даний час пасовищне тваринництво розвинене в Росії (на Півдні, у Татарстані, Башкирії, Удмуртська республіка та ін), Казахстані, Киргизії, Монголії і західних регіонах Китаю.
Враховуючи кочову специфіку пасовищного вівчарства, в цих регіонах чабани пасуть вівець верхи на коні у супроводі сторожових собак. Раніше життя чабанів було важке, завжди в степу, на сонці або взимку в кошарі при уважному нагляді за вівцями, щоб вони не були занесені снігом, не піддалися нападу вовків або скотокрадів.
В Румунії, Молдові та на Півдні Росії, звичайні приналежності чабана: ґирлиґа — довга палиця з гачком на кінці, для захоплення овець за ноги, гайтан — пояс з висячою кишенею (заман), щипцями для виймання у хворих овець черв'яків (джермела), рогом (для дьогтю і синього каменю, яким присипаються рани овець) і ножем. Типовий атрибут чабана — флуер або сопілка.
Більшість слів, що описують побут вівчарів, прийшли з тюркських та румунських мов. Із занепадом вівчарства в Російській Імперії, як пише ЭСБЕ, чабани починають зникати; нині вони зустрічаються все рідше і рідше. Звичайно на одну отару в 1 000 — 1 500 овець покладається один личман, два чабани і один горбачий. У киргизів помічник чабана називається сакмалщиком.

## Етимологія
Згідно зі словником Фасмера, українське чабан запозичене з кримськотатарської çoban («пастух»), яке, в свою чергу, сходить до перської  šubān («пастух»). По всій імовірності Фасмер мав на увазі під турецькою мовою тюркські мови. Враховуючи ранні контакти українців з кочовими племенами (половцями, печенігами і т. д.), проникнення відбувалося в 1 тисячолітті н. е., а також пізніше, в період Золотої Орди.

## Цікаві факти
- В імперський період Росії невелика етнографічна колекція чабанського приладдя перебувала в Харківському етнографічному музеї.
- Чабан — поняття, яке застосовується всіма євразійськими народами, так чи інакше пов'язаними історично з кочовим способом життя, або контактуючими з кочівниками.
- Чабани — постійні герої повістей відомого радянського киргизького письменника Ч. Айтматова.
- Узбекистанський чабан казах Д. Балиманов був двічі Героєм Соціалістичної Праці в СРСР.
- У Румунії сузір'я Ліра називають Чабан з вівцями (рум. ciobanul-cu-oile). Вега — чабан, а інші чотири зірки — вівці. Така назва сузір'я найчастіше зустрічається у районі Брашова.

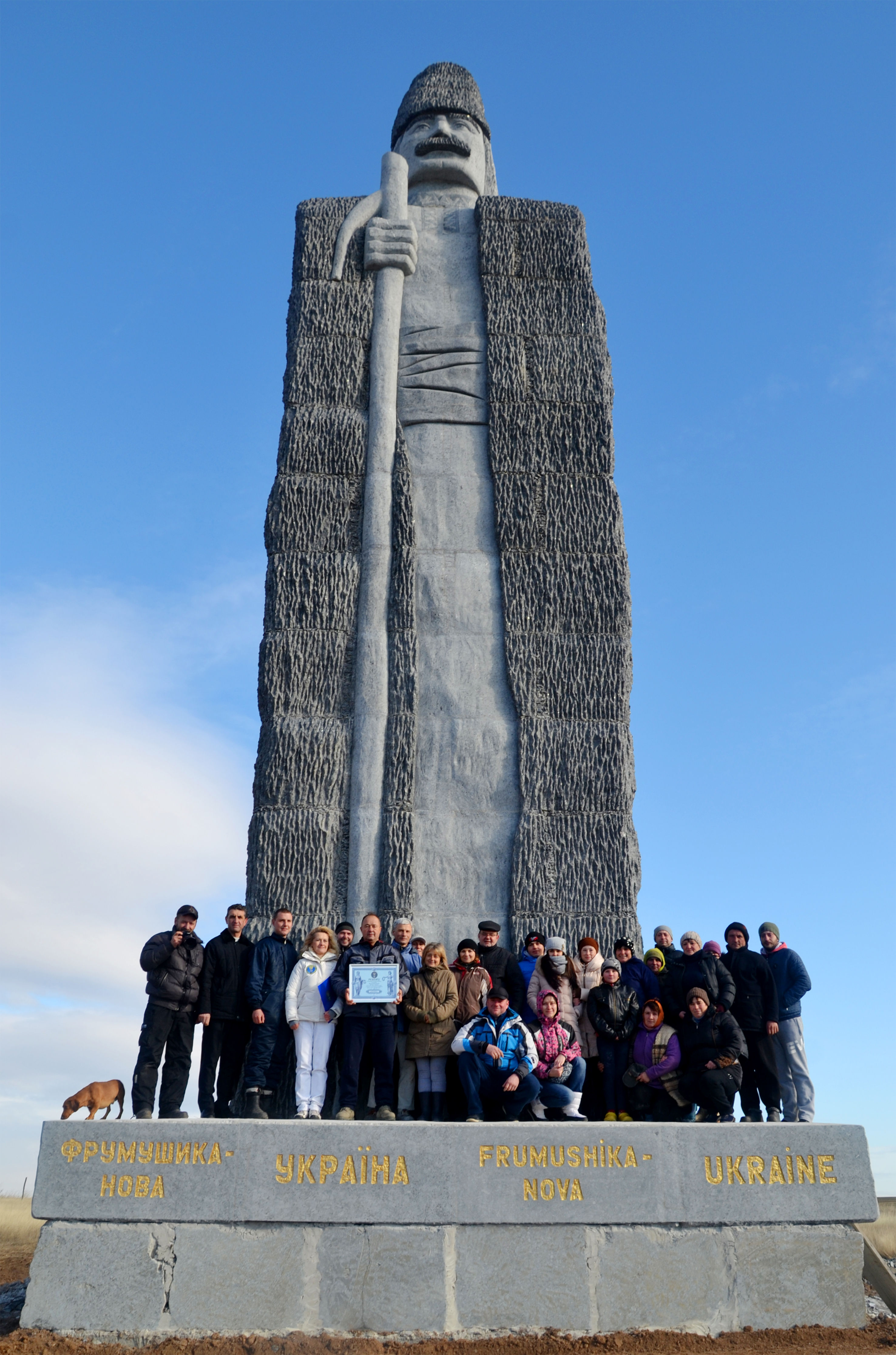
Статуя чабана з граніту заввишки 18,97 м в день фіксації рекорду 4 грудня 2016 року. Україна, Одеська область, Тарутинський район, Етнографічний комплекс «Фрумушика-Нова».

- В етнографічному комплексі «Фрумушика-Нова», розташованому на території Тарутинського району Одеської області України, встановлена найвища статуя чабана у світі. Статуя чабана з граніту заввишки 18,97 м в день фіксації рекорду 4 грудня 2016 року. Україна, Одеська область, Тарутинський район, Етнографічний комплекс «Фрумушика-Нова». Її висота без постаменту становить 16,43 м.